# Ernest Coquelin

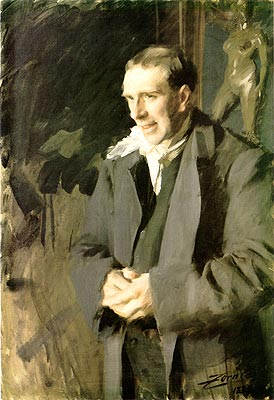
Ernest Coquelin, porträtt av Anders Zorn, 1889.

Ernest Alexandre Honoré Coquelin, född 16 maj 1848, död 8 februari 1909, var en fransk skådespelare. Han var bror till skådespelaren Benoît-Constant Coquelin.
Coquelin genomgick konservatoriet i Paris, och var 1867–1868 anställd vid Théâtre de l'Odéon och från 1868 Théâtre Français, där han 1879 blev societär. 1875–1876 spelade han dock på Théâtre des Variétés. Coquelin var en drastisk komiker, full av fantasi och kvickhet, och en lycklig humoristisk författare. Förutom en rad monologer, i vilka han själv excellerade som framställare, har han under pseudonymen Pirouette skrivit Pirouettes (1888) och tillsammans med brodern Benoît-Constant Coquelin L'art de dire le monologue (1884).